# Histoire de Laval au XVIIIe siècle
Cet article concerne la ville française. Pour la ville canadienne, voir Laval (Québec), § Histoire.
L'histoire de Laval au XVIIIe siècle

## Infrastructures
L'état des routes, auxiliaire de l'activité commerciale était de plus en plus mauvais en raison de l'effort de guerre et des budgets restreints : les travaux commencés était abandonnés. Leclerc du Flécheray indique dans son mémoire: Car si aucun pays de France a besoin de cette réformation , c'est celui de Laval qui est tout en haut et bas avec des fondrières inaccessibles dans l'hiver et le mauvais temps.
Au début du XVIIIe siècle, le maire René Hardy de Lévaré fait réparer les rues de la ville et fait refaire à neuf le pavé aux entrées et aux sorties de Laval. La marquise de Sévigné insiste sur le mauvais état de la route passant par Laval. Elle devait passer par Laval pour se rendre du Château des Rochers-Sévigné à Paris; mais elle aime mieux aller coucher de château en château ; tantôt à Malicorne, chez le marquis de Lavardin, tantôt chez madame de Loresse, parente de madame de Grignan, et cela surtout pour éviter le pavé de Laval dit-elle dans plusieurs de ses lettres.

## Calamités et épidémies
Une tempête le 2 février 1701 touche Laval, et plus particulièrement l'église de la Sainte-Trinité de Laval où est donnée la messe. La grande tempête de 1705 décoiffe une centaine de maisons et abat dans la forêt de Concise tant de chênes et de fouteaux...qu'il semblait qu'on eut pris plaisir à les entasser les uns sur les autres...
En 1707, la dysenterie fait beaucoup de ravages.
Les années 1708-1710 sont terribles, en particulier la Grande famine de 1709. Elles sont marquées par le Grand hiver de 1709. Le froid commence dès le mois d'octobre 1708. La disette, arrive à Laval. La maladie cessa au bout de deux mois (juillet et août 1709).
Des pluies torrentielles marquent l'hiver de 1711.

## Fêtes et évènements
Deux affaires laissèrent à Laval de longs souvenirs. La première concerne la mort d'une femme dans les Halles de Laval. La deuxième concerne René Dubel de la Renaudie, procureur à l'élection de Laval.

## L'imprimerie
Laval est, par un arrêt de 1704, rayé du nombre des villes qui peuvent avoir des imprimeurs et des libraires. Cependant, l'imprimeur Louis François Ambroise obtient par exception, en 1718, des lettres du conseil qui lui permirent de continuer à y exercer sa profession. Ce dernier semble avoir été proche du jansénisme.
En 1729, un arrêt de la Cour du Parlement de Paris faisait défense à toutes personnes de faire imprimer aucun arrest, et à tous imprimeurs autres que ceux établis dans les villes sièges de parlements, d'en imprimer sans permission expresse. C'était une première menace ; elle resta suspendue pendant dix ans, mais alors l'exécution fut décidée aux termes d'une ordonnance royale en date du 31 mars 1739. Les réductions furent considérables partout ; sur deux imprimeries, Laval en perdit une, et celle de Château-Gontier fut supprimée.

## Le rôle du maire
Gilles-Michel Le Long, succède comme juge civil et maire de Laval à Hardy de Lévaré en 1722. Sa législature est marquée par une forte opposition des habitants. Des querelles et des procès seront effectués.
Ces épisodes prennent fin en 1730 après un arrangement entre les habitants, dont un des représentants est René Pichot de la Graverie, et leur seigneur, le duc de Trémoille, dont la venue sera l'objet de festivités, mais aussi du règlement des querelles et procès.
Les habitants de Laval, en demandant un maire élu par eux, n'avait fait qu'anticiper. Le Roi ayant, par un édit du mois de décembre 1733, créé des offices de maire et des officiers municipaux dans toutes les villes du royaume, Charles Armand René de La Trémoille négligea d'acheter l'office de la ville de Laval.
Un arrêt du conseil du 7 mai 1747 réunit les offices aux communautés des villes, c'est-à-dire qui remet aux habitants l'élection du magistrat chargé de leurs intérêts. L'élection du maire cause dans la ville de grands mouvements, pour empêcher le premier juge du siège ordinaire d'être nommé : il s'agissait de René Pichot de la Graverie, dont la duchesse de la Témoille avait fait connaître combien elle désirait qu'il soit élu.
L'assemblée du 16 juin 1747 choisit Ambroise-Jean Hardy de Lévaré pour maire électif, et écarte La Graverie. Ces fonctions étant triennales. Une autre assemblée du 30 décembre 1750 les continua à M. Hardy de Levaré pour trois nouvelles années.

## Cherté des grains
La cherté des grains, à la suite de l'été pluvieux de 1725 en France occasionne beaucoup de souffrances pendant les années 1725 et 1726. La charité des habitants et les mesures qui sont prises pour assurer l'approvisionnement de la ville n'empêchent pas les pauvres de manquer de pain et d'être réduit à se nourrir de légumes.
La saison s’avance, mais des pluies continuelles font différer la moisson et donnent les plus grandes inquiétudes. On a recours à la prière. La récolte peut être effectuée, elle est meilleure que celle de l'année précédente, mais on accueille néanmoins 30 000 boisseaux de blé expédiés par l'intendant au nom de la compagnie des Indes et environ 60 000 autres qui sont amenés de divers côtés et contribuent à maintenir le prix des grains à un taux modéré.
A nouveau en 1738, la récolte est mauvaise, le grain est cher, les pauvres souffrent. Des assemblées de la maison de ville ouvrent des souscriptions, nomment des commissaires pour s'informer des besoins et répartir les secours, envoient des députés en Bretagne pour y acheter du blé On songe à demander l'aide de la duchesse de la Trémoille. Un mémoire lui est adressé qui obtient une subvention du roi. Au commencement de 1739, on se rend compte que l'on était loin d'avoir acheté assez de blé étranger et qu'il serait utile d'en faire venir encore. Quelques symptômes de maladie se manifestent. La liquidation de toute l'opération est faite à la fin de juillet. L'hiver de 1740 étant encore rigoureux, Louis XV alloue à la ville 40 000 livres.
En 1752, on a recours pour remédier à la disette, aux mêmes moyens qu'en 1738.

## Jeux et vins
La jeunesse lavalloise se livre alors au jeu et à l'abus du vin. Un procès célèbre date de cette époque, c'est celui de René François Begeon de Villeminseul.

## Travaux et embellissements

### Chemins royaux
Louis XV ordonna l'ouverture des grands chemins royaux. La première route royale entreprise est celle de Paris à Rennes par Mayenne et Laval. Commencée en 1733, elle est achevée en 1745.
Il est sollicité ensuite la construction d'un grand chemin reliant la ville à Cossé-le-Vivien et à Craon, avec lesquels les commerçants de Laval étaient en relations hebdomadaires. Le projet est lancé en 1749 et la route est ouverte à la circulation environ cinq ans après. La route, prolongée jusqu'à Nantes, devait faciliter le transport et l'exportation des toiles. Les chemins royaux s'ouvrent dans toutes les directions, celui de Tours en 1754; celui du Mans en 1766; celui d'Angers en 1774.

### Constructions
Par les ordres du seigneur de Laval et à ses frais, on construisait au bord de la rivière et non loin de l'hôpital général, une halle pour la vente du poisson. On bâtit aussi un minage ou halle pour l'emmagasinement des grains en 1734.
La première pierre d'un bâtiment destiné à recevoir les vieillards était posée à l'Hôpital Saint-Louis en 1736.
Le grenier à sel est transporté du Val-de-Mayenne à la place du Gast. Michel du Mans de Chalais y fait construire son hôtel particulier en bas de la place en 1746. Un palais pour les justices royales s'élève en 1749.
Les églises s'embellissent. On y emploie à profusion les marbres de la région dont le marbre de Saint-Berthevin, et les retables.

### Éducation et culture
Le roi, par une déclaration de 1724, ordonne d'établir dans chaque paroisse des écoles de charité. Le règlement est approuvé par l'évêque et l'école de la paroisse de la Trinité s'ouvre en 1738.
La Société du Jardin Berset est créée en 1763.

### Fontaines
Daniel Gautier de la Villaudray pendant sa magistrature fait construire sur la place du château une fontaine en marbre à la place de celle qui y avait été créée au commencement du XVIe siècle
Il fait aussi établie d'autres fontaines en divers endroits.

### Transformation
À la même période, les plus riches habitants, enrichis par le renouveau de l'industrie du lin se piquent d'émulation et se bâtissent, dans les différents quartiers, des maisons plus belles, plus vastes et plus commodes que celles qu'ils avaient habitées jusque-là.
Laval commence à s'adapter aux besoins du XVIIIe siècle et aux besoins nouveaux. Cette transformation continue jusqu'au XIXe siècle. La magistrature d'Ambroise-Jean Hardy de Lévaré se situe dans la continuité sur ces travaux : Depuis un demi-siècle, Laval s'est beaucoup augmenté. Mais les rues intérieures de la ville, étroites et tortueuses, demandent à être élargies et alignées. Quelques-unes des portes fortifiées entravent une circulation plus active et plus libre que celle du temps pour lequel elles avaient été élevées. On élève et on élargit autant que possible plusieurs portes de ville.

### Pont et canaux
L'établissement d'un deuxième pont à la Chiffolière pour le passage direct de la route de Bretagne est en discussion. Le maire et la maison de ville sollicitqnt l'exécution de ce projet et se montrent même disposés à y contribuer. Le principe est acquis en 1756. Le pont neuf ne sera construit qu'au début du XIXe siècle.
Le projet de Canal pour rejoindre Rennes depuis Laval est étudié à la fin du XVIIIe siècle, mais n'aboutira jamais malgré plusieurs tentatives jusqu'au début du XXe siècle.

## Impositions
L'impôt de la taille était réparti et perçu d'une manière qui depuis longtemps suscitait de nombreuses plaintes. À cause de la taille, il y avait mésintelligence entre les familles, guerre entre les paroisses. Il en était de même en beaucoup d'autres lieux et déjà un certain nombre de villes avaient cherché à remédier à ce mal par l'adoption d'un tarif Au reste, le tarif n'était pas partout compris de la même manière ; celui que voulaient établir les Lavallois était identique à celui que la ville de Beauvais avait admis la première.
Le projet mis en avant dès 1739, a été l'objet de nombreuses discussions et de plusieurs délibérations de l'Hôtel-de-Ville Le maire le ressuscite et veut arriver à le mettre à exécution. Tâche difficile car si le tarif avait des partisans, il rencontrait aussi des adversaires. Les esprits s'échauffèrent sur le pour et le contre, et non content de discuter et de se disputer à l'occasion, on prit la plume et l'on fit courir de petits pamphlets manuscrits. Ambroise-Jean Hardy de Lévaré cherche à améliorer le projet et se rend lui-même à Paris, où il obtient l'assentiment de la duchesse de la Trémoille, à condition que le tarif serve aussi à payer la capitation.  Le Conseil d'Etat est saisi de l'affaire; il ne veut pas porter atteinte aux privilèges des exempts et les maintint exceptés du tarif. Du reste, il considère aussi le changement du mode d'imposition comme avantageux aux habitants et propre à favoriser le développement de la ville; il sanctionne le projet le 25 juillet 1752. Ce premier règlement reconnu imparfait est révisé par un arrêt du Conseil du 22 mai 1753.

## Améliorations
Les produits du tarif, affermé pour six ans permettent à la maison de ville d'acheter un hôtel pour servir de siège à l'administration; de réparer les tuyaux de plusieurs fontaines; d'achever la place Hardy-de-Lévaré.
Vers 1769, on abat pour améliorer la circulation la porte de la Chiflolière, puis la porte de l'entrée de la rue de Rivière. Une porte située au Carrefour-aux-Toiles, à l'entrée de la rue Neuve, avait été jetée par terre lors de l'ouverture du chemin de Rennes. La porte Rennaise qui en était voisine, devait aussi disparaître et les travaux en étaient adjugés en 1783. Le pavage de la plupart des rues est réparé.

## Loge maçonnique
La Loge Les Amis unis de Laval s'établit à Laval au mois de décembre 1785 avec des statuts imprimés. Ces statuts comportent un chapitre y est consacré au « travail de la table » ; on leur recommande d'y porter le toast de Roi, de la Reine, de la famille royale, et « de la Reine de Naples, protectrice des maçons persécutés ». Plusieurs associés du jardin Berset figurent parmi les fondateurs et les signataires des statuts.

## Hiver 1788-89
L'hiver de 1788-89 est très rigoureux. Le 11 janvier 1789, M. Martin de Ligonnière expose à la société du Jardin Berset, formée en assemblée extraordinaire, la misère excessive à laquelle les pauvres étoient réduits par la rigueur du froid et le défaut de travail ; il dit que la Société de la place du Palais vient de voter une contribution aux aumônes publiques. Il demande à l'assemblée : 
- 1° Si elle veut y contribuer en corps ;
- 2° Quelle serait en ce cas la quote-part de chaque associé ;
- 3° En quelles mains serait remise cette contribution.

La Société décide immédiatement que la contribution sera de six livres par associé, que la somme sera remise aux commissaires des paroisses chargés de faire aux pauvres la distribution des aumônes recueillies, qu'elle sera répartie dans la proportion des trois cinquièmes pour la Trinité et des deux cinquièmes pour Saint-Vénérand. Ce fut l'aumône de la société qui venait s'ajouter à celle que chaque associé avait le devoir de faire en son particulier.